# Pseudallapoderus kruegeri
Pseudallapoderus kruegeri is een keversoort uit de familie van de bladrolkevers (Attelabidae). De wetenschappelijke naam van de soort werd in 1927 gepubliceerd door Eduard Voss.